# Lietuvos Rytas Wilno
Vilniaus Rytas (lit. litewski poranek) – litewski klub koszykówki męskiej z siedzibą w Wilnie, utworzony w 1997. Wcześniej istniał pod nazwą „Statyba”.

## Hale
| Sezony    | Hala                                            | Poj.       | Adnotacje |
| --------- | ----------------------------------------------- | ---------- | --- |
| 1997–1998 | Ekinsta Sports Hall                             | 1000       | |
| 1998–2004 | Lietuvos rytas Sports Arena (Olimpiečių street) | 2000 3,500 | Pierwsza pojemność 2000, została później zwiększona do 3500.                                                    |
| od 2004   | Avia Solutions Group Arena                      | 11000      | Wykorzystywana podczas wszystkich spotkań Euroligi/Eurocup/VTB/ LKL.                                            |
| od 2004   | Lietuvos rytas Arena                            | 1700 2500  | Pierwsza pojemność 1700, została później zwiększona do 2500. Wykorzystywana podczas spotkań LKL oraz treningów. |

## Trenerzy
W poniższym zestawieniu znajdują się trenerzy (od 1997), którzy osiągnęli co najmniej jeden sukces podczas pracy z zespołem.
| Trener                | Okres pracy         | Osiągnięcia                                                                               |
| --------------------- | ------------------- | ----------------------------------------------------------------------------------------- |
| Alfredas Vainauskas   | 1997–2001           | Puchar Litwy                                                                              |
| Šarūnas Sakalauskas   | 1998–2001           | Mistrzostwo Litwy                                                                         |
| Jonas Kazlauskas      | 2001–2004           | Mistrzostwo Litwy, NEBL                                                                   |
| Tomo Mahorić          | 2005                | Puchar ULEB                                                                               |
| Neven Spahija         | 2005–2006           | Mistrzostwo Litwy, Ligi Bałtyckiej                                                        |
| Aleksandar Trifunović | 2007–2008 2010–2011 | Mistrzostwo Ligi Bałtyckiej                                                               |
| Rimas Kurtinaitis     | 2008–2010           | 2 x mistrzostwo Litwy, 2 x Puchar Litwy, mistrzostwo Ligi Bałtyckiej, mistrzostwo Eurocup |
| Tomas Pačėsas         | od 2016             | Puchar Króla Mendoga                                                                      |

## Osiągnięcia
Krajowe
- Mistrzostwo Litwy: 2000, 2002, 2006, 2009, 2010
- Wicemistrzostwo Litwy: 1991, 1992, 1999, 2001, 2003, 2004, 2005, 2007, 2008, 2011, 2012, 2013, 2015
- Brąz mistrzostw Litwy: 1994, 1998, 2014, 2016
- Puchar Litwy: 1998, 2009, 2010, 2016
- 2. miejsce w Pucharze Litwy: 2007, 2008, 2011, 2014, 2015 (w latach 2006–2015 LKF Cup, od 2016 King Mindaugas Cup)

Międzynarodowe
- Mistrzostwo:
  - Eurocup: 2005, 2009
  - Bałtyckiej Ligi Koszykówki: 2006, 2007, 2009
  - Ligi Północnoeuropejskiej NEBL: 2002
- Wicemistrzostwo:
  - Eurocup: 2007
  - Bałtyckiej Ligi Koszykówki: 2005, 2008, 2010, 2012
  - Ligi Północnoeuropejskiej NEBL: 2000, 2003
- Puchar Ligi Bałtyckiej: 2008
- 2. miejsce w Pucharze Ligi Bałtyckiej: 2009, 2010

## Sezon po sezonie
| Sezon   | LKL             | Puchar LKF, KMT             | Rozgrywki regionalne          | Europa                              | Skład | Trener                                |
| ------- | --------------- | --------------------------- | ----------------------------- | ----------------------------------- | --- | ------------------------------------- |
| 1997–98 | 3. miejsce      | Mistrzostwo                 | –                             | Puchar Koracia TOP 32               | Marius Janišius, Arnas Kazlauskas, Egidijus Mikalajūnas, Aurimas Palšis, Martynas Purlys, Virginijus Sirvydis, Rolandas Skaisgirys, Gintaras Stulga, Andrius Šakalys, Andrius Šležas, Rolandas Vaičiūnas | Paulauskas, Vainauskas                |
| 1998–99 | Wicemistrzostwo | –                           | NEBL 3. miejsce               | Puchar Saporty TOP 32               | Darius Dimavičius, Andrius Giedraitis, Šarūnas Jasikevičius, Arnas Kazlauskas, Kęstutis Kemzūra, Rimas Kurtinaitis, Egidijus Mikalajūnas, Makhtar N’Diaye, Aurimas Palšis, Martynas Purlys, Roman Safronov, Virginijus Sirvydis, Ramūnas Šiškauskas, Singaras Tribė, Andrius Vyšniauskas                                                                    | Vainauskas, Sakalauskas               |
| 1999–00 | Mistrzostwo     | –                           | NEBL Wicemistrzostwo          | Puchar Saporty Półfinał             | Giedrius Aidietis, Mantas Česnauskis, Valerij Četovič, Eric Elliot, Andrius Giedraitis, Rolandas Jarutis, Robertas Javtokas, Gintaras Kadžiulis, Arnas Kazlauskas, Arvydas Macijauskas, Oleksandr Okunsky, Mlađan Šilobad, Ramūnas Šiškauskas, Andrius Šležas, Andrius Vyšniauskas                                                                          | Vainauskas, Sakalauskas               |
| 2000–01 | Wicemistrzostwo | –                           | NEBL 3. miejsce               | Suproliga TOP 16                    | Valerij Četovič, Eric Elliot, Andrius Giedraitis, Greg Grant, Rolandas Jarutis, Artūras Javtokas, Robertas Javtokas, Gintaras Kadžiulis, Arnas Kazlauskas, Arvydas Macijauskas, Ramūnas Šiškauskas, Kęstutis Šeštokas, Andrius Šležas | Sakalauskas, Vainauskas               |
| 2001–02 | Mistrzostwo     | –                           | NEBL Mistrzostwo              | Puchar Saporty Ćwierćfinał          | Vedran Bosnić, Mantas Česnauskis, Simas Jasaitis, Artūras Javtokas, Robertas Javtokas, Walsh Jordan, Rimantas Kaukėnas, Aivaras Kiaušas, Arvydas Macijauskas, Kęstutis Marčiulionis, Kęstutis Šeštokas, Ramūnas Šiškauskas, Andrius Šležas, Andrius Vyšniauskas                                                                                             | Vainauskas, Kazlauskas                |
| 2002–03 | Wicemistrzostwo | –                           | NEBL Wicemistrzostwo          | FIBA EuroCup Challenge Faza grupowa | Povilas Čukinas, Tomas Delininkaitis, Simas Jasaitis, Artūras Javtokas, Aaron Lucas, Aivaras Kiaušas, Vladimir Krstić, Arvydas Macijauskas, Oleksandr Okunsky, Kęstutis Šeštokas, Ramūnas Šiškauskas, Andrius Šležas, Steve Woodberry | Kazlauskas                            |
| 2003–04 | Wicemistrzostwo | –                           | –                             | Puchar ULEB Ćwierćfinał             | Steponas Babrauskas, Povilas Čukinas, Tomas Delininkaitis, Miljan Goljović, Simas Jasaitis, Robertas Javtokas, Saulius Kuzminskas, Aaron Lucas, Mindaugas Lukauskis, Dickey Simpkins, Ramūnas Šiškauskas, Andrius Šležas | Kazlauskas, Kemzūra                   |
| 2004–05 | Wicemistrzostwo | –                           | Liga Bałtycka Wicemistrzostwo | Puchar ULEB Mistrzostwo             | Povilas Čukinas, Tomas Delininkaitis, Gintaras Einikis, Fred House, Rolandas Jarutis, Simas Jasaitis, Robertas Javtokas, Saulius Kuzminskas, Aaron Lucas, Mindaugas Lukauskis, Haris Mujezinović, Tyrone Nesby, Kęstutis Šeštokas, Andrius Šležas, Roberts Štelmahers                                                                                       | Đurović, Mahorič                      |
| 2005–06 | Mistrzostwo     | –                           | Liga Bałtycka Mistrzostwo     | Euroliga TOP 16                     | Steponas Babrauskas, Maurice Baker, Sandis Buškevics, Povilas Čukinas, Tomas Delininkaitis, Ernestas Ežerskis, Fred House, Simas Jasaitis, Robertas Javtokas, Mindaugas Lukauskis, Haris Mujezinović, Matthew Nielsen, Ivan Tomas, Andrius Šležas, Roberts Štelmahers                                                                                       | Spahija                               |
| 2006–07 | Wicemistrzostwo | Wicemistrzostwo             | Liga Bałtycka Mistrzostwo     | Puchar ULEB Wicemistrzostwo         | J.P. Batista, Jānis Blūms, Tomas Delininkaitis, Andre Emmett, Martynas Gecevičius, Titus Ivory, Artūras Jomantas, Evaldas Kairys, Ivan Koljević, Mindaugas Lukauskis, Matthew Nielsen, Darius Pakamanis, Marijonas Petravičius, Kareem Rush, Andrius Šležas, Roberts Štelmahers, Eurelijus Žukauskas                                                        | Drucker, Sagadin, Trifunović          |
| 2007–08 | Wicemistrzostwo | Wicemistrzostwo             | Liga Bałtycka Wicemistrzostwo | Euroliga TOP 16                     | Michailas Anisimovas, Kenan Bajramović, J.P. Batista, Lukas Brazdauskis, Simas Buterlevičius, Chuck Eidson, Martynas Gecevičius, Artūras Jomantas, Jared Jordan, Mindaugas Lukauskis, Darrel Mitchell, Matthew Nielsen, Marijonas Petravičius, Hollis Price, Jackson Vroman, Andrius Šležas, Roberts Štelmahers                                             | Trifunović                            |
| 2008–09 | Mistrzostwo     | Mistrzostwo                 | Liga Bałtycka Mistrzostwo     | Eurocup Mistrzostwo                 | Michailas Anisimovas, Steponas Babrauskas, Milko Bjelica, Lukas Brazdauskis, Simas Buterlevičius, Evaldas Dainys, Chuck Eidson, Martynas Gecevičius, Artūras Jomantas, Mindaugas Lukauskis, Branko Milisavljević, Matthew Nielsen, Marijonas Petravičius, Marius Prekevičius, Justas Sinica, Tautvydas Šležas, Donatas Zavackas                             | Sireika, Kurtinaitis                  |
| 2009–10 | Mistrzostwo     | Mistrzostwo                 | Liga Bałtycka Wicemistrzostwo | Euroliga Faza grupowa               | Steponas Babrauskas, Kenan Bajramović, Aron Baynes, Milko Bjelica, Dejan Borovnjak, Lukas Brazdauskis, Simas Buterlevičius, Evaldas Dainys, Martynas Gecevičius, Vidas Ginevičius, Artūras Jomantas, Igor Milošević, Bojan Popović, Justas Sinica, Jonas Valančiūnas, Donatas Zavackas                                                                      | Kurtinaitis                           |
| 2010–11 | Wicemistrzostwo | Wicemistrzostwo             | Liga Bałtycka 3. miejsce      | Euroliga TOP 16                     | Steponas Babrauskas, Kenan Bajramović, Petras Baločka, Milko Bjelica, Simas Buterlevičius, Khalid El-Amin, Martynas Gecevičius, Simas Jasaitis, Šarūnas Jasikevičius, Jerry Johnson, Artūras Jomantas, Žydrūnas Kelys, Igor Milošević, Cemal Nalga, Brad Newley, Karolis Petrukonis, Aleksandar Rašić, D.J. Strawberry, Arvydas Šikšnius, Jonas Valančiūnas | Anzulović, Trifunović, Maskoliūnas    |
| 2010–11 | Wicemistrzostwo | Wicemistrzostwo             | VTB Faza grupowa              | Euroliga TOP 16                     | Steponas Babrauskas, Kenan Bajramović, Petras Baločka, Milko Bjelica, Simas Buterlevičius, Khalid El-Amin, Martynas Gecevičius, Simas Jasaitis, Šarūnas Jasikevičius, Jerry Johnson, Artūras Jomantas, Žydrūnas Kelys, Igor Milošević, Cemal Nalga, Brad Newley, Karolis Petrukonis, Aleksandar Rašić, D.J. Strawberry, Arvydas Šikšnius, Jonas Valančiūnas | Anzulović, Trifunović, Maskoliūnas    |
| 2011–12 | Wicemistrzostwo | –                           | Liga Bałtycka Wicemistrzostwo | kwalifikacje do Euroligi Finalista  | Steponas Babrauskas, Paulius Dambrauskas, Vilmantas Dilys, Goran Jeretin, Artūras Jomantas, Mindaugas Katelynas, Brad Newley, Aleksandar Rašić, Dovydas Redikas, Tyrese Rice, Lawrence Roberts, Predrag Samardžiski, Renaldas Seibutis, Jonas Valančiūnas                                                                                                   | Džikić                                |
| 2011–12 | Wicemistrzostwo | –                           | VTB 3. miejsce                | Eurocup 3. miejsce                  | Steponas Babrauskas, Paulius Dambrauskas, Vilmantas Dilys, Goran Jeretin, Artūras Jomantas, Mindaugas Katelynas, Brad Newley, Aleksandar Rašić, Dovydas Redikas, Tyrese Rice, Lawrence Roberts, Predrag Samardžiski, Renaldas Seibutis, Jonas Valančiūnas                                                                                                   | Džikić                                |
| 2012–13 | Wicemistrzostwo | –                           | VTB Faza grupowa              | Euroleague Faza grupowa             | Steponas Babrauskas, Eimantas Bendžius, Jānis Blūms, Simas Buterlevičius, Vilmantas Dilys, Deividas Dulkys, Dejan Ivanov, Artūras Jomantas, Mindaugas Katelynas, Tautvydas Lydeka, Nemanja Nedović, Patrick O’Bryant, Milt Palacio, Leon Radošević, Dovydas Redikas, Predrag Samardžiski, Renaldas Seibutis, Tomislav Zubčić                                | Džikić, Maskoliūnas, Bauermann        |
| 2013–14 | 3. miejsce      | Wicemistrzostwo             | VTB Półfinał                  | kwalifikacje do Euroligi            | Steponas Babrauskas, Eimantas Bendžius, Omar Cook, Paulius Dambrauskas, Zabian Dowdell, Deividas Dulkys, Martynas Gecevičius, Andreas Gliniadakis, Stevan Jelovac, Antanas Kavaliauskas, Tautvydas Lydeka, Gediminas Orelik, Juan Palacios, Dovydas Redikas, Renaldas Seibutis, Darius Songaila, Edvinas Šeškus, Milenko Tepić                              | Bauermann, Petrović, Adomaitis        |
| 2013–14 | 3. miejsce      | Wicemistrzostwo             | VTB Półfinał                  | Euroliga Faza grupowa               | Steponas Babrauskas, Eimantas Bendžius, Omar Cook, Paulius Dambrauskas, Zabian Dowdell, Deividas Dulkys, Martynas Gecevičius, Andreas Gliniadakis, Stevan Jelovac, Antanas Kavaliauskas, Tautvydas Lydeka, Gediminas Orelik, Juan Palacios, Dovydas Redikas, Renaldas Seibutis, Darius Songaila, Edvinas Šeškus, Milenko Tepić                              | Bauermann, Petrović, Adomaitis        |
| 2013–14 | 3. miejsce      | Wicemistrzostwo             | VTB Półfinał                  | Eurocup TOP 16                      | Steponas Babrauskas, Eimantas Bendžius, Omar Cook, Paulius Dambrauskas, Zabian Dowdell, Deividas Dulkys, Martynas Gecevičius, Andreas Gliniadakis, Stevan Jelovac, Antanas Kavaliauskas, Tautvydas Lydeka, Gediminas Orelik, Juan Palacios, Dovydas Redikas, Renaldas Seibutis, Darius Songaila, Edvinas Šeškus, Milenko Tepić                              | Bauermann, Petrović, Adomaitis        |
| 2014–15 | Wicemistrzostwo | Wicemistrzostwo Pucharu LKF | –                             | Eurocup TOP 16                      | Travis Leslie, Simas Jasaitis, Adas Juškevičius, Mindaugas Lukauskis, Billy Baron, Artūras Valeika, Krzysztof Ławrynowicz, Martynas Gecevičius, Gediminas Orelikas, Žygimantas Janavičius, Antanas Kavaliauskas, Mike Moser | Šeškus, Nicola                        |
| 2015–16 | 3. miejsce      | Zdobywca Pucharu KMT        | –                             | Eurocup Faza grupowa                | Adam Łapeta, Antanas Kavaliauskas, Gediminas Orelik, Mindaugas Lukauskis, Kendrick Brown, Artūras Gudaitis, Krzysztof Ławrynowicz, Deividas Gailius, Adas Juškevičius, Denys Lukashov, Artūras Jomantas, Marius Runkauskas | Nicola, Jasilionis, Gronskis, Pačėsas |

## Nagrody i wyróżnienia

### Euroliga
| Sezon   | Kolejka | Zawodnik          | PIR | Przeciwnik       |
| ------- | ------- | ----------------- | --- | ---------------- |
| 2005–06 | 6       | Haris Mujezinović | 36  | Maccabi Tel Awiw |
| 2007–08 | 2       | Artūras Jomantas  | 29  | Maccabi Tel Awiw |
| 2010–11 | 12      | Khalid El-Amin    | 29  | Caja Laboral     |

| Sezon   | Miesiąc     | Zawodnik      |
| ------- | ----------- | ------------- |
| 2009–10 | Październik | Bojan Popović |

### Eurocup
| Sezon   | Kolejka | Zawodnik          | PIR | Przeciwnik            |
| ------- | ------- | ----------------- | --- | --------------------- |
| 2003–04 | 13      | Robertas Javtokas | 24  | Hapoel Jerusalem B.C. |
| 2003–04 | 14      | Robertas Javtokas | 35  | Hapoel Jerusalem B.C. |
| 2004–05 | 6       | Fred House        | 50  | Śląsk Wrocław         |
| 2008–09 | 9       | Chuck Eidson      | 37  | Artland Dragons       |

| Sezon   | Zawodnik              | Nagroda                    |
| ------- | --------------------- | -------------------------- |
| 2004–05 | Robertas Javtokas     | MVP finałów Pucharu ULEB   |
| 2008–09 | Chuck Eidson          | MVP Eurocup                |
| 2008–09 | Chuck Eidson          | I skład Eurocup            |
| 2008–09 | Marijonas Petravičius | MVP finałów Eurocup        |
| 2011–12 | Renaldas Seibutis     | I skład Eurocup            |
| 2011–12 | Jonas Valančiūnas     | I skład Eurocup            |
| 2011–12 | Jonas Valančiūnas     | Wschodząca Gwiazda Eurocup |

| MVP finałów LKL - Arvydas Macijauskas (2002, 2003) - Andrius Šležas (2006) - Chuck Eidson (2009) - Martynas Gecevičius (2010) Zwycięzcy konkursu wsadów - Robertas Javtokas (2000, 2001) - Aaron Lucas (2003) - Aron Baynes (2010) - Travis Leslie (2015) Zwycięzcy konkursu rzutów za 3 punkty - Arvydas Macijauskas (2000, 2002, 2003) | Final Four MVP - Kareem Rush (2007) - Chuck Eidson (2009) MVP Finałów - Arvydas Macijauskas (2002) 50 Najlepszych Zawodników w Historii FIBA - Šarūnas Marčiulionis (Statyba) Najlepszy Młody Zawodnik FIBA Europa - Jonas Valančiūnas (2011, 2012) |

| Frederick House Tyrone Nesby Roberts Štelmahers Simas Jasaitis Tomas Delininkaitis Robertas Javtokas (MVP) Hari Mujezinović Gintaras Einikis Kęstutis Šeštokas Povilas Čukinas Mindaugas Lukauskis Saulius Kuzminskas Rolandas Jarutis Andrius Šležas trener Tomo Mahorič | Cuck Eidson (MVP) Milko Bjelica Evaldas Dainys Donatas Zavackas Michailas Anisimovas Marijonas Petravičius (MVP) Artūras Jomantas Justas Sinica Martynas Gecevičius Steponas Babrauskas Mindaugas Lukauskis Lukas Brazdauskis trener Rimas Kurtinaitis |

## Mecze z drużynami NBA
| Data                 | Statystyki | Klub NBA              | Wynik   | Lietuvos Rytas Wilno | Miejsce                           |
| -------------------- | ---------- | --------------------- | ------- | -------------------- | --------------------------------- |
| 21 października 2008 | Tabela     | Golden State Warriors | 126–106 | Lietuvos Rytas Wilno | Oracle Arena, Oakland, Kalifornia |